# جودی استرانگ
جودی استرانگ (انگلیسی: Judy Strong؛ زادهٔ march ۲۶, ۱۹۶۰ (۶۴ سال)) ورزشکار هاکی روی چمن اهل ایالات متحده آمریکا است.
وی در مسابقات کشوری و بین‌المللی در مجموع برندهٔ ۱ مدال برنز شده‌است.